# Jugend-Träume
Jugend-Träume (Ungdomsdrömmar), op. 12, är en vals av Johann Strauss den yngre.

## Historia
Efter det att Johann Strauss den yngre under de första månaderna av sin karriär bara fick uppträda i Café Dommayer i Hietzing och i Sträußl-Sälen i Josefstadt, fick han sommaren 1845 möjligheten att få uppträda i faderns stamlokal, Zum Sperl i Leopoldstadt. I stil med fadern arrangerade han den 5 juli 1845 en "förstklassig Sommarnattsfestsoaré". Dekoren visade den imponerande utsikten från Neapel över vulkanen Vesuvius. Festens huvudnummer var valsen Jugend-Träume.

## Kritik
Tre dagar efter premiären skrev tidningen Wanderer: "För tre dagar sedan hölls festen på Sperl. Musik av Strauss-sonen och för första gången nya valser av Strauss-sonen! Vad behövs det mer för wienarna för att mötas upp i stora mängder? Och wienarna kom, hörde och applåderade, applåderade stycke efter stycke, gav bifall nummer efter nummer. Och först efter den nya 'Jugend-Träume'! Det är inte bara bifall, det är ren jubel, det är förtjusande att nämna. Sex gånger måste valsen tas om och ändå hade publiken inte fått nog. Om Strauss-sonens tidigare kompositioner är lika utomordentliga överglänser detta stycke dem alla. Denna komposition bär en stämpel av genialitet i sig. Strauss och Lanner var alltid danskompositionernas heterogena element, medryckande glöd och eld å ena sidan; gemyt, lynne och mjukhet å andra sidan. Som tredje man står här Strauss-sonen i mitten och försonar och förenar de båda elementen. Om han till en början överraskade oss med en eldsprakande melodi, till vilka fötterna stampade takten, så sänkte sig snart en mjuk smäktande melodi över hjärtat, och med ens hörde vi en jubelsång och därpå en äkta gemytlig sång, precis som österrikaren är, orsakad av hans natur."

## Om valsen
I oktober 1894 var det 50 år sedan Johann Strauss debuterade som valskompositör. För att fira detta arrangerade brodern Eduard Strauss orkesterfantasin Blüthenkranz Johann Strauß'scher Walzer, op. 292, med de första takterna av Jugend-Träume och dessutom citat från 25 andra melodier av Wiens valskung, Johann Strauss den yngre.
Verkets originalversion är dessvärre förlorad och ett fullständigt orkesterpartitur publicerades förmodligen aldrig. Det existerar en senare version för en mindre orkester, vilken med stor säkerhet är en starkt reviderad version av Strauss original.
Speltiden är ca 10 minuter och 13 sekunder plus minus några sekunder beroende på dirigentens musikaliska tolkning.

## Weblänkar
- Dynastin Strauss 1845 med kommentarer om Jugend-Träume
- Jugend-Träume i Naxos-utgåvan.